# Cyerce verdensis
Cyerce verdensis is een slakkensoort uit de familie van de Hermaeidae. De wetenschappelijke naam van de soort is voor het eerst geldig gepubliceerd in 1990 door Ortea & Templado.